# Johanna van Gogh-Bonger
Johanna Gezina van Gogh-Bonger (Amsterdã, 4 de outubro de 1862 – Laren, 2 de setembro de 1925) foi uma professora e comerciante de arte holandesa, a esposa do comerciante de arte Theo van Gogh e cunhada do pintor Vincent van Gogh. Ela foi uma das principais responsáveis pelo crescimento da fama de seu cunhado e popularização de seu trabalho, editando suas correspondências e negociando algumas de suas pinturas para várias exibições pela Europa.

## Biografia
Johanna Gezina Bonger nasceu em Amsterdã no dia 4 de outubro de 1862, sendo parte de uma família com ligações com artistas e vanguardistas. Ela estudou inglês e trabalhou como professora de um internato feminino em Elburgo e depois em uma escola secundária de Utreque. Algum tempo depois, Johanna conheceu o comerciante de arte Theo van Gogh, com quem se casou em 1889 e foi viver junto em Paris, França. O único filho do casal, Vincent Willem van Gogh, nasceu no ano seguinte.
Seu cunhado era o pintor Vincent van Gogh, que acabou cometendo suicídio em 1890. Theo já estava com a saúde fraca e morreu alguns meses depois em 1891. Dessa forma, Johanna tornou-se a herdeira das mais de duas mil pinturas e novecentas cartas de seu cunhado. Theo já tinha projetos de promover as obras do irmão por meio de exibições e publicação de suas cartas, com Johanna assumindo essas ideias inicialmente em homenagem a seu falecido marido e como meio de sustentar seu filho.
Johanna usou os contados de sua família no mundo artístico para poder ter noção do que exatamente havia herdado e como deveria prosseguir. Ela cedeu alguns dos trabalhos de Van Gogh para que pudessem ser exibidos em algumas exposições na Europa, onde foram muito bem recebidas. Johanna então começou a tarefa editar as cartas trocadas entre seu ex-marido e cunhado, esperando que elas pudessem trazer à tona as qualidades de Van Gogh.
Ela entrou para o Partido Comunista dos Países Baixos, conhecendo várias outras pessoas, porém nunca participou da vida pública política, dedicando-se aos cuidados do filho e obras de Van Gogh. Johanna se casou novamente em 1901 com Johan Cohen Gosschalk, um pintor e escritor de arte muito mais novo do que ela. Dois anos depois a família se mudou de volta para Amsterdã. A saúde de seu segundo marido era fraca e ele acabou morrendo em 1912.
Johanna continuou em contato com artistas e museus da Europa, negociando exibições muito bem sucedidas das obras de Van Gogh nos Países Baixos, França, Alemanha e Reino Unido. O primeiro volume das cartas foi publicado em holandês em 1914. No ano seguinte ela mudou-se para Nova Iorque nos Estados Unidos, iniciando o trabalho de tradução das cartas para o inglês. Ela voltou para os Países Baixos em 1919, continuando a manter as cartas e administrar o legado de Van Gogh até sua morte aos 62 anos em 2 de setembro de 1925. Seu filho assumiu e continuou a obra de sua mãe na divulgação do trabalho de Van Gogh.